# Flamenco, Flamenco (película)
Flamenco, flamenco es una película dirigida por Carlos Saura sobre el arte flamenco en 2010. Es la segunda parte de la cinta del mismo director dirigida en 1995 bajo el título Flamenco. La fotografía corrió a cargo de Vittorio Storaro. Fue estrenada en Estados Unidos en 2014. A diferencia de su anterior film, Saura no busca que cada cuadro musical tenga una relación interna que construya una historia, sino que cada momento musical tiene su propia construcción visual y su sentido interno.

## Artistas
En la película participan artistas como Paco de Lucía, Sara Baras, José Mercé, Estrella Morente, Manolo Sanlúcar, Miguel Poveda, Tomatito, Eva Yerbabuena, etc.

## Recepción Crítica
La película se recibió bien en general. En rottentomatoes lo reciebió una calificación promedio de 8.4, en IMDb 7,2 y en Metacritic 82.
Jordi Batlle Caminal comentó sobre la película en La Vanguardia "Flamenco flamenco es una película tan simple como de impecable ejecución." y Carlos Boyero escribe en El País "Lo que si puedo valorar es lo que estoy viendo y todo me resulta modélico y brillante en la forma de transmitir ese espectáculo. A excepción de La caza, Deprisa, deprisa y ¡Ay Carmela!, jamás he logrado la menor empatía con las prestigiosas ficciones de Carlos Saura."